# 大隈講堂

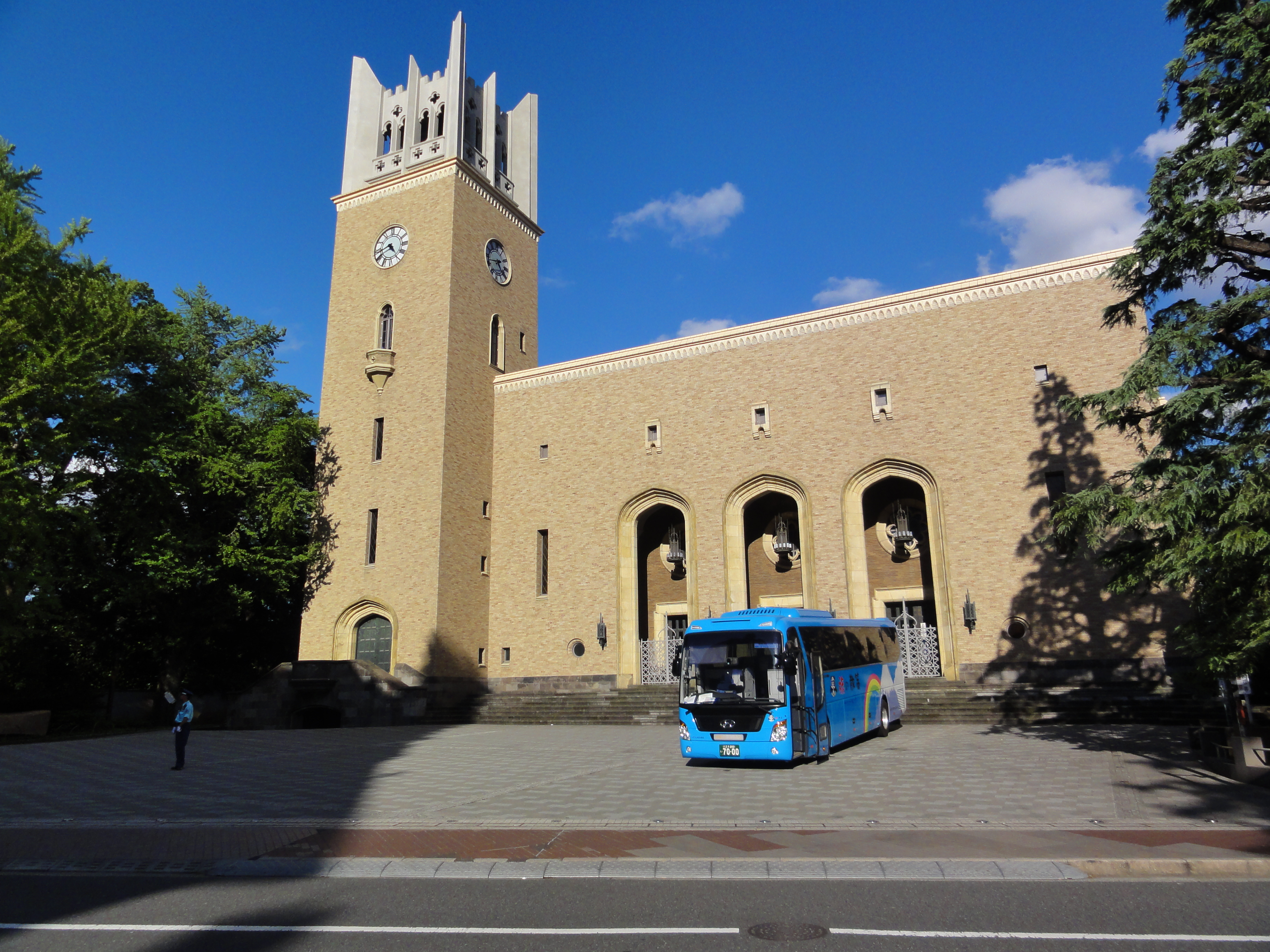
大隈講堂

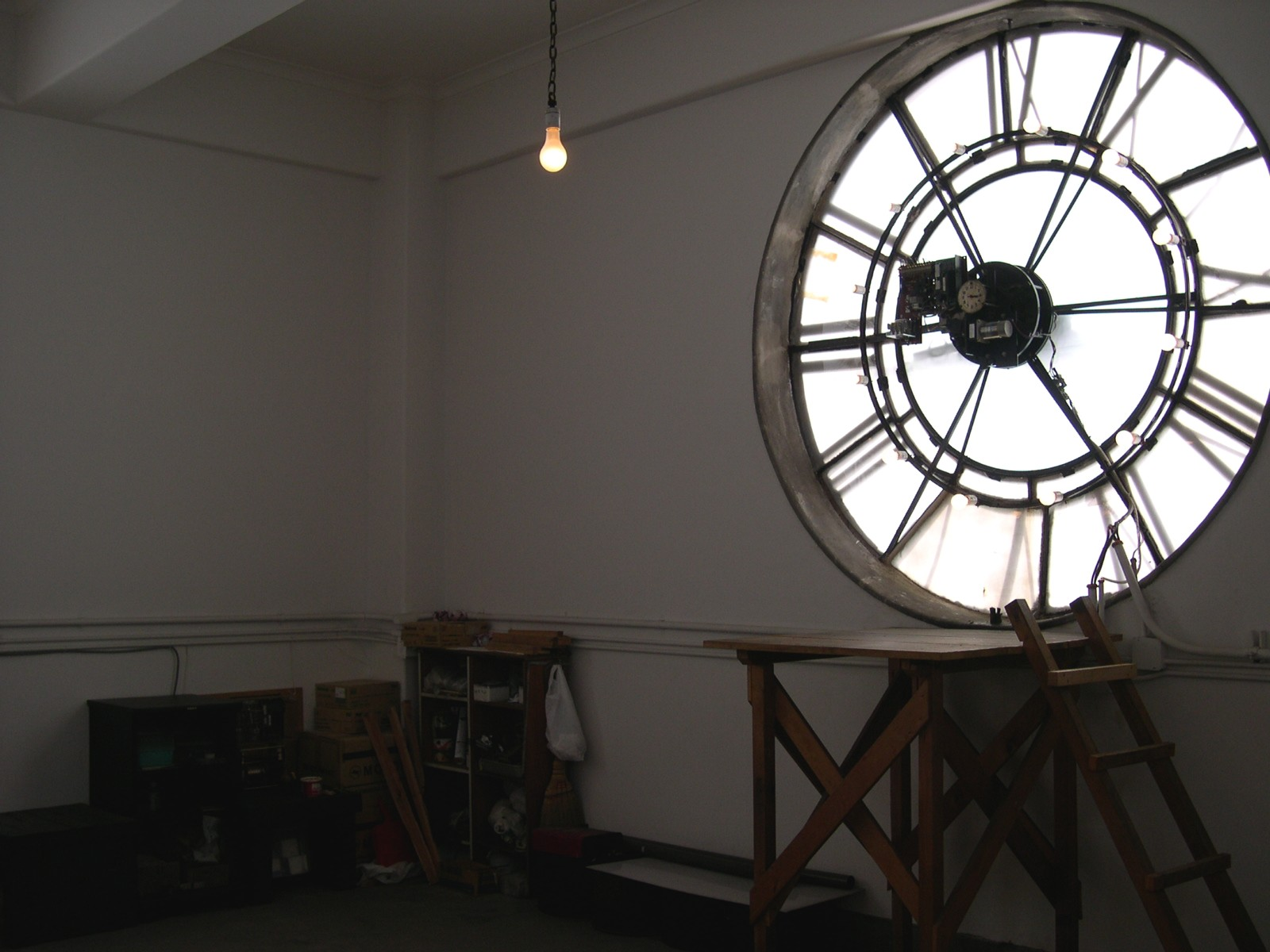
大隈講堂鐘樓的內部

大隈講堂（日语：／ ŌKuma-kōdō */?），位於日本東京都新宿區戶塚町，是早稻田大學早稻田校區的一所講堂，做為多功能廳之用，正式名称是「早稻田大學大隈紀念講堂」（早稻田大学大隈記念講堂），此講堂與大隈重信像併為早稻田大學的象徵性建築物。

## 概要
早稻田大學創辦人大隈重信於1922年逝世後，該校即計畫興建一座講堂做為紀念，但中間歷經關東大地震，建設資金被用於重建圖書館而暫緩興建，澀澤榮一等人捐資後，直到1926年才開工興建，1927年10月20日完工。建築由佐藤功一、内藤多仲（負責結構設計）、佐藤武夫（負責建築聲學）共同設計，受到斯德哥爾摩市政廳的影響而有著類似的哥德式風格。
建築內有大小兩講堂，小講堂位於1樓，設有301席；大講堂位於3樓，設有1123席。時鐘樓高125尺（約37.8公尺），原自於大隈重信的「人生125歲說」。頂端裝有四面時鐘，由美國製造，從巴爾的摩經巴拿馬運河運抵日本，每天8時、9時、12時、16時、20時及21時會鳴響。
包含美國前總統比爾·克林頓、印度前首相賈瓦哈拉爾·尼赫魯、中國前國家主席江澤民與胡錦濤以及日本前首相小泉純一郎與野田佳彥等名人都曾在此演講。2007年10月19日，該建筑物被指定為日本的重要文化財。

## 關聯條目
- 早稻田大学
- 大隈重信
- OpenStreetMap上有關大隈講堂的地理